# Комунистичка партија Судана
Комунистичка партија Судана (скр. КПС; арапски: الحزب الشيوعي السوداني, романизовано: Ел Хизб ел Схуиуи ел Судани) је комунистичка партија у Судану. Основана 1946. године, била је главна сила у суданској политици у раним годинама након стицања независности и била је једна од две најутицајније комунистичке партије у арапском свету, а друга је била Ирачка комунистичка партија.
Партија је помогла у збацивању војне владе Ибрахима Абуда у Октобарској револуцији 1964. и придружила се прелазној влади која је уследила. Антикомунисти у пост-револуционарној влади покушали су да ставе партију ван закона, али су били неуспешни; КПС је учествовала на два парламентарна избора 1960-их.
Године 1971, председник Џафар Нумејри покренуо је талас репресије против партије након што је неуспели државни удар импликовао умешаност одређеног броја комунистичких војних официра. Најистакнутије личности партије – Абдел Халик Махџуб, Џозеф Гаранг, Алшафи Ахмед Елших, Бабкир Елнур и Хашем ел Ата – су погубљене, а партија је званично забрањена. КПС се поново појавила након што је Нимеири свргнут 1985. године.
КПС се супротставила пучу пуковника војске Омара ел Башира из 1989. и његовом каснијем 25-годишњем мандату на челу суданске државе. Партија се противи Прелазном војном већу Абдела Фатаха ел Бурхана и мерама донесеним након државног удара 2019. године.

## Историја

### Оснивање и раст
Судански покрет за национално ослобођење (такође познат по арапском акрониму ХАСТУ) основан је 1946. спајањем две суданске комунистичке групе – групе Омдурман која је припадала Египатском покрету за национално ослобођење Хенрија Кјуријела и групе у Картуму која је организована од Херберта Сторија, британског војника и члана Комунистичке партије Велике Британије. Током 1940-их и 1950-их, партија је постала популарна међу студентима и помогла је да се успостави Студентски конгрес 1949. године. Партија је првобитно радила углавном кроз различите организације фронта, као што је Антиимперијалистички фронт, преко којег је учествовала на парламентарним изборима 1953. године. На трећој конференцији Суданског покрета за национално ослобођење, одржаној у фебруару 1956. године, партија је променила назив у Суданска комунистичка партија.[5] Конференцији је присуствовало сто чланова странке, на којој је изабран Централни комитет од 31 члана.

Партија се придружила другим групама у опозицији војној влади Ибрахима Абуда, и одиграла је кључну улогу у рушењу владе у Октобарској револуцији 1964. године, придруживши се прелазној влади која је уследила.
Партија је учествовала на два избора током 1960-их и дошла у сукоб са владом коју предводе Странка Ума и Национална унионистичка странка. Ипак, партија је освојила 8 места на изборима 1965. године, при чему је Ахмад Сулејман изабран из територијалне изборне јединице, а Абдел Халик Махџуб је изабран као независни. Друга чланица партије, Фатима Ахмед Ибрахим, била је прва жена изабрана у парламент Судана.
Кинеско-совјетски раскол је изазвао раздор унутар партије који је трајао од краја 1964. до почетка 1965. Прокинески чланови су или избачени или су одлучили да добровољно оду како би формирали Суданску комунистичку партију – Револуционарно вођство.
Од 1965. до 1967. године, један број партија је покушао да забрани СЦП да учествује на парламентарним изборима. Неки чланови су се залагали за оснивање идеолошки шире Социјалистичке партије Судана, која је трајала од 1967. до 1969. године. Други чланови су се залагали за рад у илегали.

### Нумеиријева влада и државни удар 1971
Војска је збацила суданску владу 25. маја 1969. у државном удару који је предводио Џафар Нумејри. КПС је стекла утицај у новој администрацији, а политике КПС, попут оних које се односе на регионалну аутономију за југ, усвојила је Нумејријева влада . Џозеф Гаранг, члан КПС-а, постављен је за владиног министра за јужне послове. КПС је подржавао преговоре који су довели до споразума у Адис Абеби 1972. године.
Дана 19. јула 1971. група војних официра предвођена мајором Хашемом ел Атом извела је државни удар против Нумејријеве владе. Међутим, Нумејријеви лојалисти поново су заузели престоницу Картум три дана касније, ослободили Нумејрија и обновили његову владу. Пошто су многи завереници били чланови КПС, Нумејри је окривио партију за државни удар и погубио неколико њених вођа, укључујући Махџуба и Гаранга.
Неуспели пуч је имао корене у историјским идеолошким разликама унутар партије, између просовјетске и националистичке фракције. Националисти, као што су Ахмад Сулејман и Фарук Абу Иса, желели су да сарађују са владом Нумејрија. Просовјетска фракција, коју је предводио Махџуб, имала је мању подршку и противила се Нимејријевом пучу из 1969. године.

### Пост-Нумејри период
Дана 6. априла 1985, Абдел Рахман Свар ел Дахаб је покренуо државни удар и свргнуо Нумејрија. У овој новој клими, КПС, коју сада предводи Мухамед Ибрахим Нугуд, наставила је са својим претходним легалним активностима и учествовала на изборима 1986. године, освојивши 3 посланичка места и вративши Фатиму Ахмед Ибрахим у Народну скупштину.
Међутим, након суданског државног удара 1989. године, КПС је поново потиснута, при чему је партија забрањена, а њени лидери ухапшени.

### Недавна дешавања
У интервјуу из 2007. године, тадашњи генерални секретар КПС-а Мухамед Ибрахим Нугуд тврдио је да је партија уживала подршку широког дела суданског друштва, укључујући „раднике, пољопривреднике, студенте, женске групе, мањинске групе, у планинама Нуба, на југу и у Дарфуру“. Активиста за људска права Сулеман Хамид Ел Хај је недавно био помоћник секретара и портпарол партије. Након стицања независности Јужног Судана 2011. године, јужни огранак партије се поделио и формирао Комунистичку партију Јужног Судана.
Године 2008. КП Судана и Јужноафричка комунистичка партија су заједнички покренуле Мрежу афричке левице како би олакшале већу сарадњу међу афричким комунистичким партијама.
Нугуд је умро у Лондону 22. марта 2012. године. До тада је био генерални секретар партије више од четири деценије. Наследио га је Мухамед Муктар ел Хатиб.
Партија је учествовала у суданским протестима 2018–2019 и демонстрирала против мера које је донело Прелазно војно веће након државног удара 2019. године. У мају 2022. године, Суданске оружане снаге су ухапсиле неколико истакнутих чланова партије, укључујући ел Хатиба.
КПС је позвала на хитан прекид ватре између ривалских фракција војне владе које су почеле да се сукобљавају 15. априла 2023. године. Снаге за брзу подршку су касније извршиле рацију и заузеле штаб КПС-а у Картуму 25. маја 2023. године.

## Партијски лидери
Генерални секретар
- Абдел Халик Махџуб (фебруар 1949 – 28. јул 1971)
- Мухамед Ибрахим Нугуд (јул 1971 – 22. март 2012)
- Мухамед Муктар ел Хатиб (март 2012 – данас)